# Sam Wasley
Pour les articles homonymes, voir Wasley.
Pas d'image ? Cliquez ici

a Compétitions nationales et continentales officielles uniquement.

Dernière mise à jour le 7 juin 2024.
Sam Wasley, né le 11 juillet 1995, est un joueur néo-zélandais de rugby à XV évoluant au poste de troisième ligne centre.

## Biographie
Après avoir étudié à la Hutt International Boys' School (en) de Upper Hutt où il pratique le rugby à XV, Sam Wasley rejoint les Upper Hutt Rams en 2014, club de la fédération provinciale de Wellington, avec lesquels il évolue jusqu'en 2019. En parallèle, il est appelé en 2015 avec la première sélection des moins de 20 ans de l'histoire de la franchise des Hurricanes, ainsi que pour un stage de préparation avec les Baby Blacks quelques mois plus tôt.
Il fait également quelques apparitions sous le maillot des Manawatu Turbos, l'équipe provinciale de la Manawatu Rugby Union, en Mitre 10 Cup, le championnat des provinces néo-zélandaises, en 2018 (en) et 2019.
En 2021, il rejoint l'Europe afin de disputer le championnat d'Espagne, intégrant l'effectif sévillan du Real Ciencias Rugby Club. Il prolonge ensuite son contrat pour une nouvelle année ; en début de saison 2022-2023, il joue la finale de la Coupe d'Espagne, concédée contre le club d'El Salvador.
À l'intersaison 2023, il quitte l'Espagne pour rejoindre la France voisine, signant un contrat avec l'Union sportive dacquoise, club promu en Pro D2, pour deux saisons. Son arrivée est néanmoins retardée au mois de novembre par des aléas administratifs de visa. Après une première saison sous les couleurs dacquoises, sa prolongation de contrat est actée dès début décembre lors de l'exercice 2024-2025 pour deux années supplémentaires, jusqu'en 2027.

## Palmarès
- Coupe d'Espagne :
  - Finaliste : 2022.